# LOL
LOL je pokrata koja se upotrebljava u mrežnim igrama, forumima, chatovima i pričaonicama kao oznaka smijanja. LOL je na engleskomu jeziku kratica za Laughing Out Loud ili Laugh Out Loud, što na hrvatskom znači 'smijem se naglas'. Mnogi se njime koriste zbog male udaljenosti slova L i O na tipkovnici.

## Vanjske poveznice
- LOL ME, LOL mreža